# Composition des équipes féminines de hockey sur gazon à la Coupe des Amériques 2022
Cet article répertorie les compositions de toutes les équipes participantes à la Coupe d'Amérique 2022. Les sept équipes nationales impliquées dans le tournoi devaient inscrire une équipe de 18 joueurs.
L'âge et la sélection de chaque joueur sont au 19 janvier 2022, premier jour de la saison.

## Chili
La composition suivante du Chili pour la Coupe d'Amérique 2022.
Entraîneur :  Sergio Vigil
| Numéro | Joueur                 | Date de naissance | Âge | Sélections |
| ------ | ---------------------- | ----------------- | --- | ---------- |
| 1      | Claudia Schüler (GB)   | 28 novembre 1987  | 34  | 225        |
| 2      | Doménica Ananías       | 18 août 1998      | 23  | 29         |
| 3      | Fernanda Villagrán     | 12 août 1997      | 24  | 70         |
| 5      | Denise Krimerman       | 4 juillet 1995    | 26  | 162        |
| 6      | Fernanda Flores        | 14 septembre 1993 | 28  | 169        |
| 7      | Sofia Filipek          | 9 août 1994       | 27  | 140        |
| 9      | Kim Jacob              | 5 août 1996       | 25  | 70         |
| 10     | Manuela Urroz          | 24 septembre 1991 | 30  | 201        |
| 13     | Camila Caram           | 22 avril 1989     | 32  | 238        |
| 14     | Francisca Tala         | 20 octobre 1994   | 27  | 122        |
| 15     | Mariana Lagos          | 29 août 1992      | 29  | 84         |
| 16     | Constanza Palma (C)    | 29 mars 1992      | 29  | 173        |
| 17     | Consuelo de las Heras  | 22 septembre 1995 | 26  | 47         |
| 19     | Agustina Solano        | 5 avril 1995      | 26  | 59         |
| 22     | Paula Valdivia         | 5 juin 1997       | 24  | 32         |
| 23     | Sofía Machado          | 1er novembre 1995 | 26  | 11         |
| 24     | Sophia Lahsen Herreros | 28 avril 1996     | 25  | 0          |
| 24     | María Maldonado        | 13 août 1997      | 24  | 62         |
| 26     | Fernanda Arrieta       | 27 janvier 2001   | 20  | 10         |
| 28     | Natalia Salvador (GB)  | 28 septembre 1993 | 28  | 54         |

## Argentine
La composition suivante de l'Argentine pour la Coupe d'Amérique 2022.
Entraîneur :  Fernando Ferrara
| Numéro | Joueur               | Date de naissance | Âge | Sélections |
| ------ | -------------------- | ----------------- | --- | ---------- |
| 1      | Belén Succi (GB)     | 16 octobre 1985   | 36  | 248        |
| 2      | Sofía Toccalino      | 20 mars 1997      | 24  | 103        |
| 3      | Agustina Gorzelany   | 11 mars 1996      | 25  | 63         |
| 5      | Agostina Alonso      | 1er octobre 1995  | 26  | 97         |
| 7      | Agustina Albertarrio | 1er janvier 1993  | 28  | 176        |
| 10     | María Granatto       | 21 avril 1995     | 26  | 142        |
| 14     | Clara Barberi (GB)   | 19 avril 1992     | 29  | 1          |
| 16     | Bárbara Dichiara     | 13 novembre 1996  | 25  | 9          |
| 17     | Rocío Sánchez        | 2 août 1988       | 33  | 255        |
| 18     | Victoria Sauze       | 21 juillet 1991   | 30  | 91         |
| 20     | Valentina Raposo     | 28 janvier 2003   | 18  | 10         |
| 22     | Eugenia Trinchinetti | 17 juillet 1997   | 24  | 111        |
| 23     | Micaela Retegui      | 23 avril 1996     | 25  | 48         |
| 24     | Celina di Santo      | 23 février 2000   | 21  | 13         |
| 25     | Jimena Cedrés        | 12 janvier 1993   | 29  | 92         |
| 28     | Julieta Jankunas     | 20 janvier 1999   | 22  | 110        |
| 30     | Martina Triñanes     | 26 mars 1996      | 25  | 0          |
| 32     | Valentina Costa      | 13 septembre 1995 | 26  | 44         |
| 39     | Delfina Thome        | 10 septembre 1996 | 25  | 9          |
| 40     | María Forcherio      | 16 février 1995   | 26  | 6          |

## États-Unis
La composition suivante des États-Unis pour la Coupe d'Amérique 2022.
Entraîneur :  Anthony Farry
| Numéro | Joueur              | Date de naissance | Âge | Sélections |
| ------ | ------------------- | ----------------- | --- | ---------- |
| 1      | Erin Matson         | 17 mars 2000      | 21  | 62         |
| 2      | Lauren Moyer        | 13 mai 1995       | 26  | 83         |
| 3      | Ashley Sessa        | 23 juin 2004      | 17  | 2          |
| 4      | Danielle Grega      | 2 juillet 1996    | 25  | 39         |
| 7      | Jillian Wolgemuth   | 28 avril 1998     | 23  | 5          |
| 8      | Brooke Deberdine    | 19 mai 1999       | 22  | 2          |
| 11     | Julianna Tornetta   | 15 septembre 1999 | 22  | 3          |
| 12     | Amanda Magadan (C)  | 28 mars 1995      | 26  | 88         |
| 17     | Elizabeth Yeager    | 17 juin 2003      | 18  | 4          |
| 18     | Alia Marshall       | 5 octobre 2000    | 21  | 0          |
| 21     | Alexandra Hammel    | 16 juin 1996      | 25  | 7          |
| 22     | Jacqueline Sumfest  | 10 décembre 1998  | 23  | 2          |
| 24     | Kelee Lepage        | 4 octobre 1997    | 24  | 6          |
| 25     | Karlie Heistand     | 25 septembre 1995 | 26  | 10         |
| 26     | Hope Rose           | 28 février 2003   | 18  | 0          |
| 27     | Charlotte de Vries  | 17 novembre 2000  | 21  | 0          |
| 28     | Sofia Southam       | 20 février 2000   | 21  | 0          |
| 30     | Kealsie Robles (GB) | 28 février 1997   | 24  | 18         |
| 31     | Kelsey Bing (GB)    | 1er octobre 1997  | 24  | 28         |
| 37     | Madeleine Zimmer    | 28 septembre 2001 | 20  | 1          |

## Canada
La composition suivante du Canada pour la Coupe d'Amérique 2022.
Entraîneur :  Robert Short
| Numéro | Joueur               | Date de naissance | Âge | Sélections |
| ------ | -------------------- | ----------------- | --- | ---------- |
| 3      | Thora Rae            | 15 octobre 1999   | 22  | 12         |
| 4      | Madison Thompson     | 11 août 1994      | 27  | 2          |
| 5      | Alison Lee           | 24 décembre 1994  | 27  | 63         |
| 6      | Jordyn Faiczak       | 2 avril 1999      | 22  | 23         |
| 7      | Anna Mollenhauer     | 18 septembre 1999 | 22  | 22         |
| 8      | Elise Wong           | 21 janvier 1998   | 23  | 26         |
| 10     | Kathleen Leahy       | 29 octobre 1993   | 28  | 65         |
| 12     | Sara Goodman         | 22 octobre 1999   | 22  | 13         |
| 14     | Karli Johansen       | 26 mars 1992      | 29  | 147        |
| 16     | Natalie Sourisseau   | 5 décembre 1992   | 29  | 151        |
| 17     | Sara McManus         | 14 août 1993      | 28  | 189        |
| 19     | Audrey Sawers        | 22 novembre 1999  | 22  | 2          |
| 21     | Amanda Woodcroft     | 9 octobre 1993    | 28  | 129        |
| 22     | Madeline Secco       | 15 mars 1994      | 27  | 141        |
| 23     | Brienne Stairs       | 22 décembre 1989  | 32  | 175        |
| 25     | Shanlee Johnston     | 5 février 1990    | 31  | 127        |
| 31     | Rowan Harris (GB)    | 11 août 1996      | 25  | 43         |
| 34     | Marcia Laplante (GB) | 20 août 1997      | 24  | 1          |

## Uruguay
La composition suivante de l'Uruguay pour la Coupe d'Amérique 2022.
Entraîneur :  Nicolás Tixe
| Numéro | Joueur                    | Date de naissance | Âge | Sélections |
| ------ | ------------------------- | ----------------- | --- | ---------- |
| 2      | Florencia Penalba         | 9 septembre 1999  | 22  | 4          |
| 3      | Iroe Gorozurreta          | 25 novembre 1992  | 29  | 13         |
| 4      | Kaisuami Dall'Orso        | 1er juin 1993     | 28  | 61         |
| 5      | Pilar Oliveros            | 5 octobre 2001    | 20  | 11         |
| 7      | Constanza Barrandeguy (C) | 7 avril 1996      | 25  | 48         |
| 8      | Cecilia Leon              | 2 juin 1999       | 22  | 0          |
| 9      | Milagros Algorta          | 11 avril 1997     | 24  | 35         |
| 10     | Manuela Vilar (C)         | 25 mars 1994      | 27  | 79         |
| 11     | Sol Amadeo                | 30 mai 1996       | 25  | 23         |
| 12     | Catalina Balarini (GB)    | 13 octobre 1994   | 27  | 0          |
| 14     | Magdalena Gómez           | 14 février 1996   | 25  | 6          |
| 15     | Jímena García             | 27 juillet 1999   | 22  | 21         |
| 16     | Carolina Mutilva          | 17 juin 1982      | 39  | 44         |
| 17     | Teresa Viana (C)          | 26 mars 1993      | 28  | 46         |
| 18     | Paula Carvalho            | 7 août 1992       | 29  | 24         |
| 19     | María Barreiro            | 8 décembre 1999   | 22  | 3          |
| 21     | Josefina Esposto          | 12 novembre 1999  | 22  | 10         |
| 23     | Manuela Serra             | 31 mars 1999      | 22  | 4          |
| 32     | María Bate (GB)           | 11 juillet 2000   | 21  | 3          |

## Pérou
La composition suivante du Pérou pour la Coupe d'Amérique 2022.
Entraîneur :  Patricio Martinez
| Numéro | Joueur               | Date de naissance | Âge | Sélections |
| ------ | -------------------- | ----------------- | --- | ---------- |
| 1      | Xiomara Bellina (GB) | 23 février 2002   | 19  | 5          |
| 3      | Solange Alonso       | 2 février 2001    | 20  | 16         |
| 4      | Samar Mubarak        | 26 août 2005      | 16  | 1          |
| 5      | Gretell Mejía        | 28 janvier 1994   | 27  | 23         |
| 6      | Alexandra Castro     | 22 août 2000      | 21  | 4          |
| 7      | Marina Montes        | 2 avril 1991      | 30  | 19         |
| 8      | Nicole Cueva         | 8 mars 1999       | 22  | 22         |
| 9      | Daniela Ramirez      | 9 janvier 1999    | 23  | 23         |
| 10     | Ana Moccagatta       | 17 juin 1997      | 24  | 29         |
| 11     | Camila Mendez (C)    | 30 juin 1997      | 24  | 36         |
| 12     | Paloma Larrañaga     | 26 août 2004      | 17  | 5          |
| 13     | María Jímenez        | 23 juin 2000      | 21  | 12         |
| 14     | Macarena Rodríguez   | 17 janvier 2006   | 16  | 0          |
| 15     | Victoria Montes      | 24 février 1996   | 25  | 18         |
| 16     | Fabiana Arnao        | 21 mai 2003       | 18  | 3          |
| 17     | Mikaela Tannert (GB) | 7 mai 2003        | 18  | 0          |

## Trinité-et-Tobago
La composition suivante de Trinité-et-Tobago pour la Coupe d'Amérique 2022.
Entraîneur :  Anthony Marcano
| Numéro | Joueur             | Date de naissance | Âge | Sélections |
| ------ | ------------------ | ----------------- | --- | ---------- |
| 1      | Arresia Sandy (GB) | 13 janvier 1991   | 31  | 7          |
| 2      | Sarah Sampson (GB) | 13 mars 2003      | 18  | 1          |
| 4      | Avion Ashton (C)   | 3 décembre 1988   | 33  | 52         |
| 5      | Naomi Sampson      | 7 février 2000    | 21  | 4          |
| 6      | Felicia King       | 20 décembre 1999  | 22  | 0          |
| 7      | Shaniah de Freitas | 7 mars 2000       | 21  | 14         |
| 9      | Amanda George      | 12 septembre 1992 | 29  | 18         |
| 10     | Brittney Hingh     | 27 décembre 1992  | 29  | 68         |
| 12     | Tamia Roach        | 1er juillet 1996  | 25  | 21         |
| 13     | Giann Sealy        | 16 mai 1993       | 28  | 21         |
| 14     | Zene Henry         | 12 septembre 1994 | 27  | 13         |
| 15     | Nicole Whiteman    | 13 août 1999      | 22  | 5          |
| 17     | Mia Otero          | 14 octobre 2000   | 21  | 5          |
| 20     | Gabrielle Thompson | 28 avril 1997     | 24  | 24         |
| 21     | Kaitlyn Olton      | 4 décembre 2001   | 20  | 9          |
| 22     | Samantha Olton     | 14 janvier 1999   | 23  | 18         |
| 24     | Tahirah Wynne      | 22 novembre 2003  | 18  | 0          |
| 25     | Saarah Olton       | 4 février 2000    | 21  | 17         |
| 26     | Talia Seale (GB)   | 26 août 1999      | 22  | 0          |
| 37     | Kimberly Young (C) | 10 avril 1991     | 30  | 9          |